# Hãy chăm sóc mẹ (tiểu thuyết)
Hãy chăm sóc mẹ (viết theo tiếng Triều Tiên: 엄마를 부탁해) là một tiểu thuyết của tác giả Hàn Quốc Shin Kyung-sook phát hành năm 2008.

## Cốt truyện
Bà Park So-nyo không may đi lạc ở nhà ga tàu điện ngầm Seoul và cả gia đình bà phải bổ đi tìm kiếm bà khắp nơi. Trong quá trình tìm kiếm, mỗi người day dứt và tự vấn lương tâm trước sự mất tích của người mẹ, người vợ của họ, rằng liệu họ có thực sự hiểu gì về bà không ?

## Nhân vật
Park So-nyo

Nhân vật trung tâm của câu chuyện. Bà là điển hình của mẫu phụ nữ nông thôn: ít học nhưng thương yêu gia đình, chịu thương chịu khó.
Yun Hyung-chol
Con trai cả của bà So-nyo. Khoảng 50 tuổi. Ông là cậu con trai mà bà So-nyo thương nhất trong bốn anh em vì ngày trẻ ông đã từ chối sự chăm sóc của tình nhân của cha ông. Từng mơ ước trở thành công tố viên nhưng ước mơ không thành hiện thực.
Yun Chi-hon
Con gái thứ hai của bà So-nyo. Là một nữ nhà văn. Tuy ngoài ba mươi nhưng vẫn chưa kết hôn. Bà So-nyo tuy không biết đọc nhưng luôn tự hào về cô. Bà hay nhờ người khác đọc hộ truyện con gái để mình nghe (nhưng không nói họ cô là con gái bà).
Cô Yun
Con gái thứ tư (thực ra là thứ năm) của bà So-nyo.
Ông Yun
Chồng bà So-nyo. Là một người luôn muốn thoát ly khỏi quê hương nên thời trẻ hầu như lúc nào cũng rời khỏi nhà. Quan hệ vợ chồng với bà So-nyo không mấy suôn sẻ.
Chị dâu Yun
Chị của ông Yun và là chị dâu của bà So-nyo. Mất chồng từ thời trẻ. Rất thương yêu ông Yun và như bà So-nyo miêu tả, giống như "mẹ chồng" của bà vậy. Quan hệ chị dâu-em chồng cũng không mấy suôn sẻ. Sau khi bà So-nyo mất tích, chị dâu của bà cũng tỏ ra đau buồn.
Yun Kyun
Em chồng của bà So-nyo. Ước mơ thuở nhỏ là được đi học nhưng vì hoàn cảnh khó khăn nên đành gác lại nó. Thương yêu và hiểu chị dâu hơn cả chính chồng bà So-nyo. Cái chết của Yun Kyun giáng đòn chí mạng đến tình cảm của bà So-nyo.
Lee Eun-gyu
Người đàn ông bí mật của bà So-nyo. Người mà bà luôn tìm đến khi bà có bất cứ vấn đề gì và là người chôn cất đứa con thứ tư của bà. Về già bị lú lẫn.
Hong Tae-hee
Cô gái ở Ngôi nhà Hy Vọng, trại trẻ mồ côi mà bà So-nyo thường quyên góp tiền ủng hộ.

## Phát hành
Trong vòng 10 tháng kể từ khi phát hành, Hãy chăm sóc mẹ đã bán được 1 triệu bản riêng tại Hàn Quốc. Truyện còn đạt giải thưởng Man Asian Literary Prize, giúp tác giả trở thành tác giả nữ đầu tiên đạt giải thưởng này. Tiểu thuyết còn được chuyển thể thành kịch sân khầu và nhạc kịch. Đến tháng 04 năm 2012, tiểu thuyết bán được 2 triệu bản.
Tại Việt Nam, tiểu thuyết được Nhã Nam mua bản quyền và được dịch bởi Lê Hiệp Lâm, Lê Nguyễn Lê từ nguyên tác tiếng Triều Tiên, có đối chiếu bản tiếng Anh Please Look After Mom